# میرتا لگراند
میرتا لگراند (اسپانیایی: Mirtha Legrand‎؛ زادهٔ ۲۳ فوریهٔ ۱۹۲۷) بازیگر و مجری تلویزیون مشهور اهل آرژانتین است. وی از سال ۱۹۴۰ میلادی تاکنون مشغول فعالیت بوده‌است.
او خواهرِ دوقلوی هنرپیشهٔ آرژانتینی سیلویا لگراند است.
از فیلم‌ها یا مجموعه‌های تلویزیونی که وی در آن‌ها نقش داشته‌است، می‌توان به «گذرنامه برای ریو» اشاره نمود.